# Nicolò Barabino

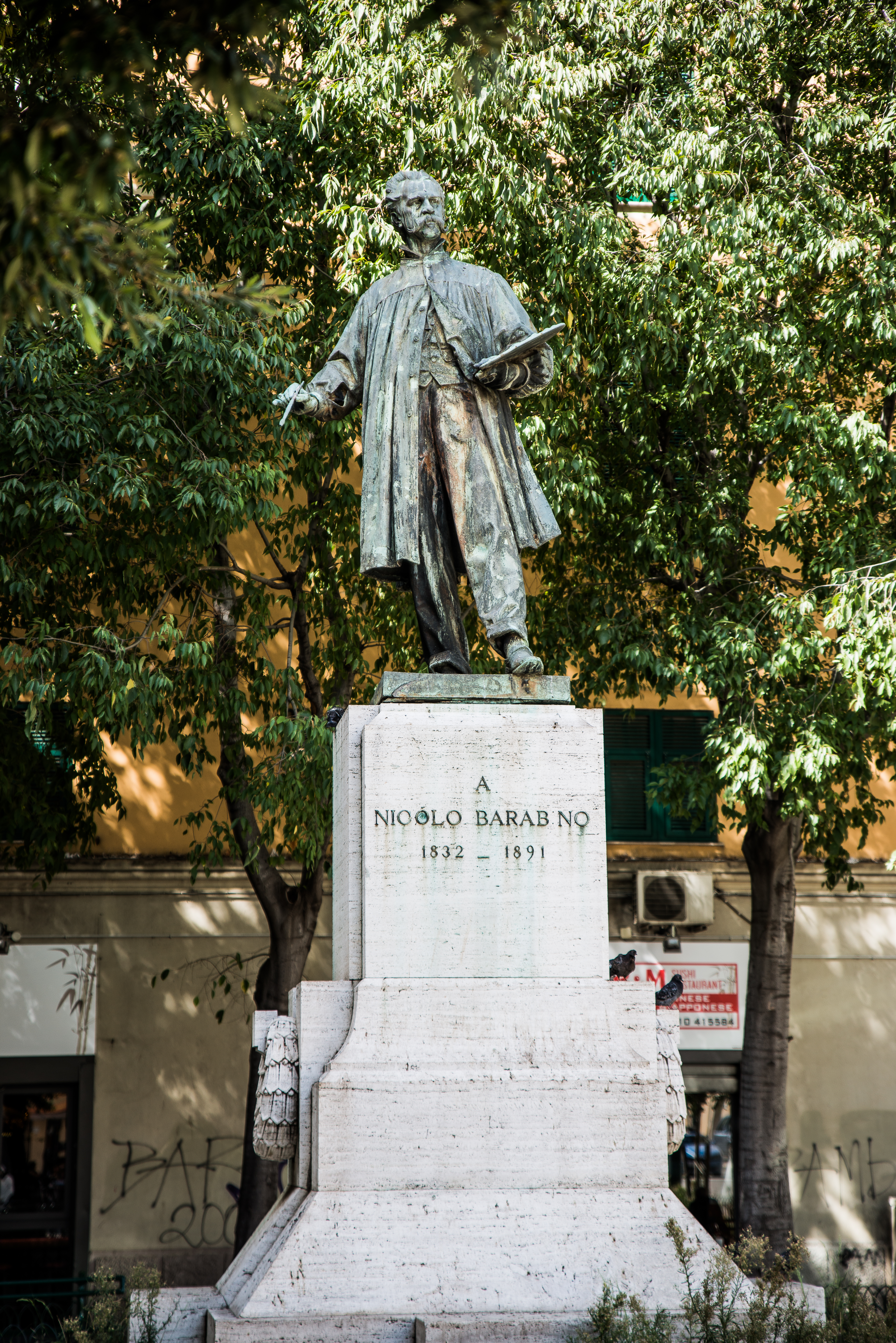
Statua a figura intera di Nicolò Barabino

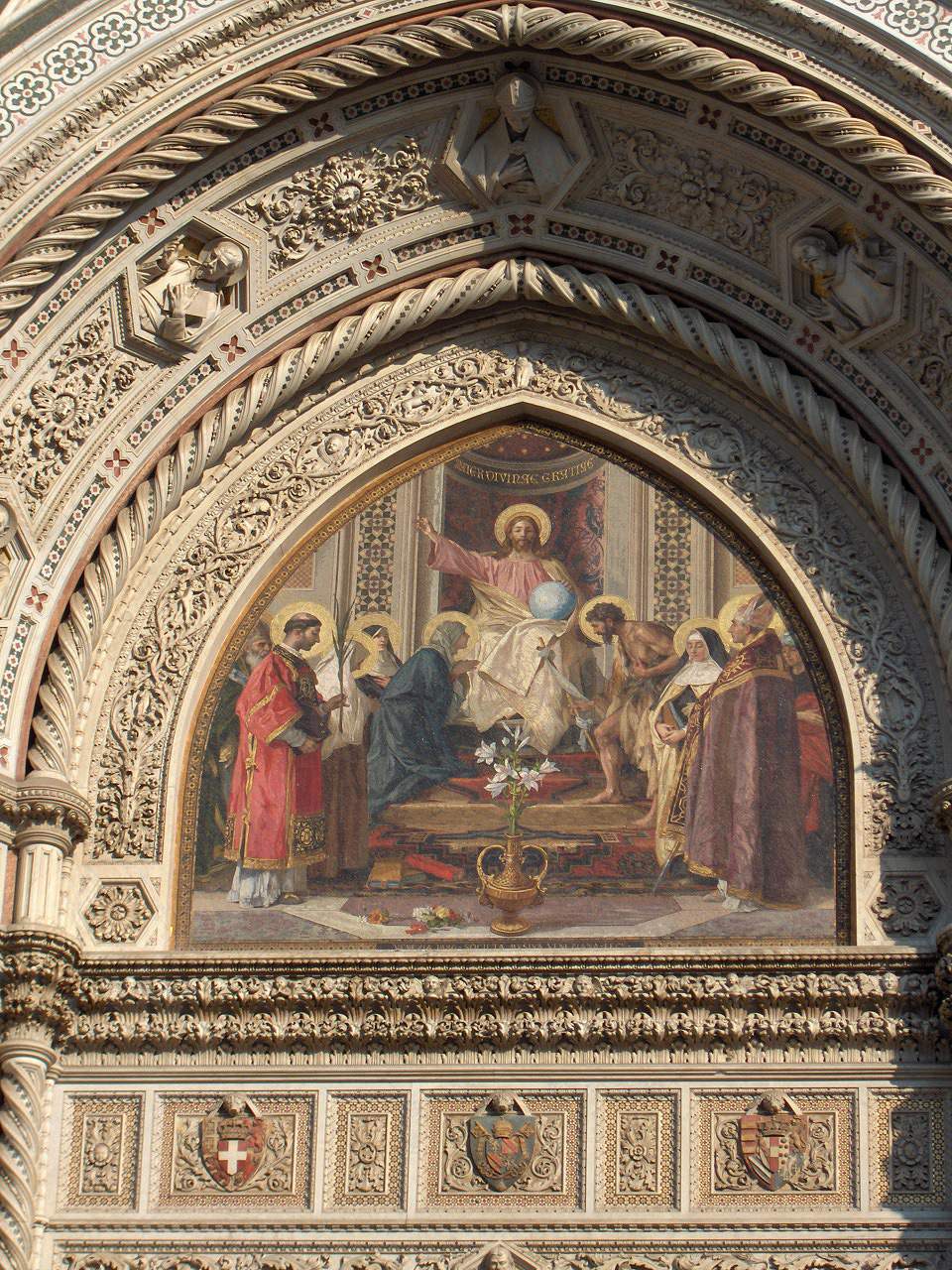
Mosaico del portale centrale del Duomo di Firenze con Cristo in trono con Maria e San Giovanni Battista

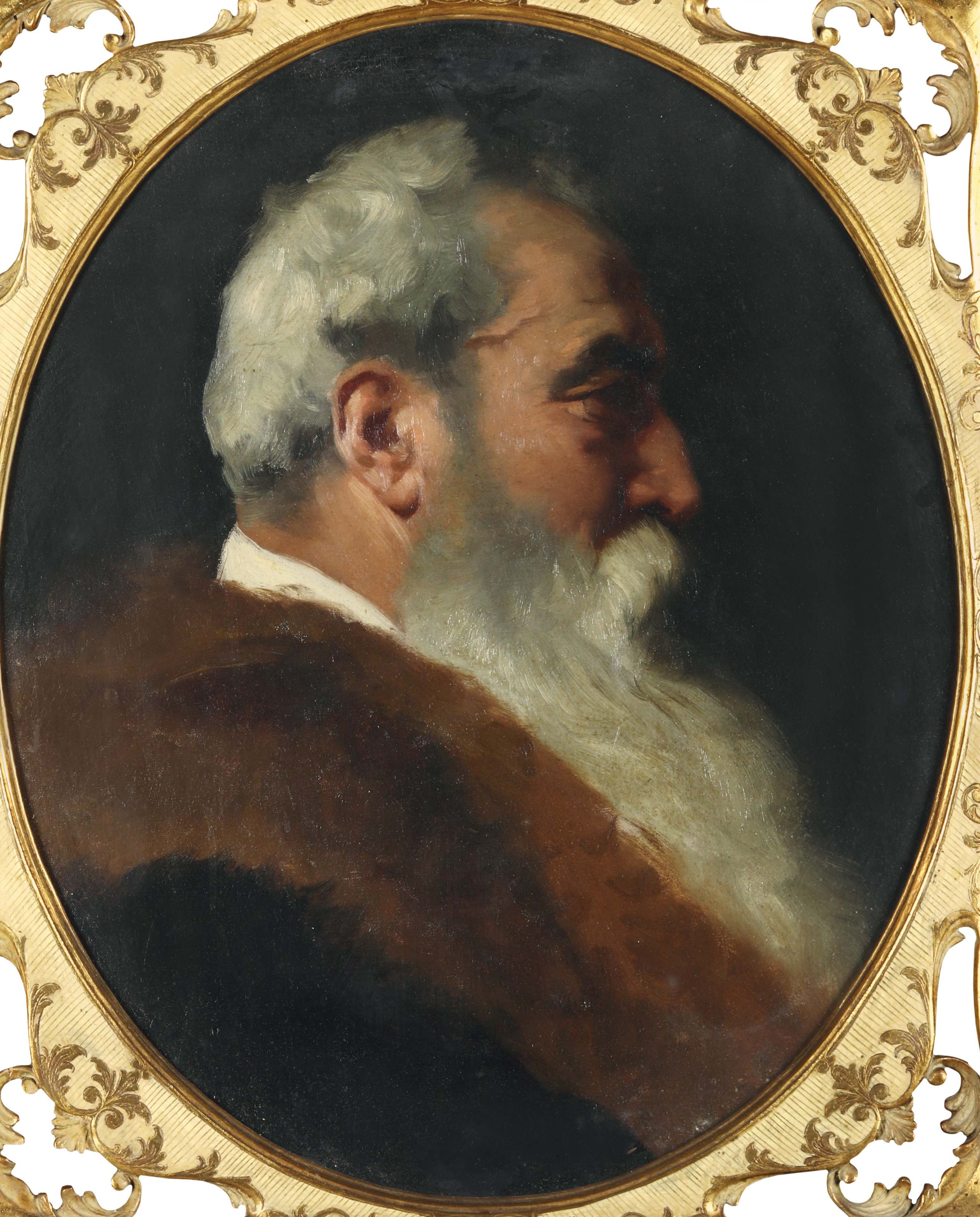
Ritratto virile, olio su tela. In collezione privata.

Nicolò Barabino (San Pier d'Arena, 13 giugno 1832 – Firenze, 19 ottobre 1891) è stato un pittore e scenografo italiano.

## Biografia

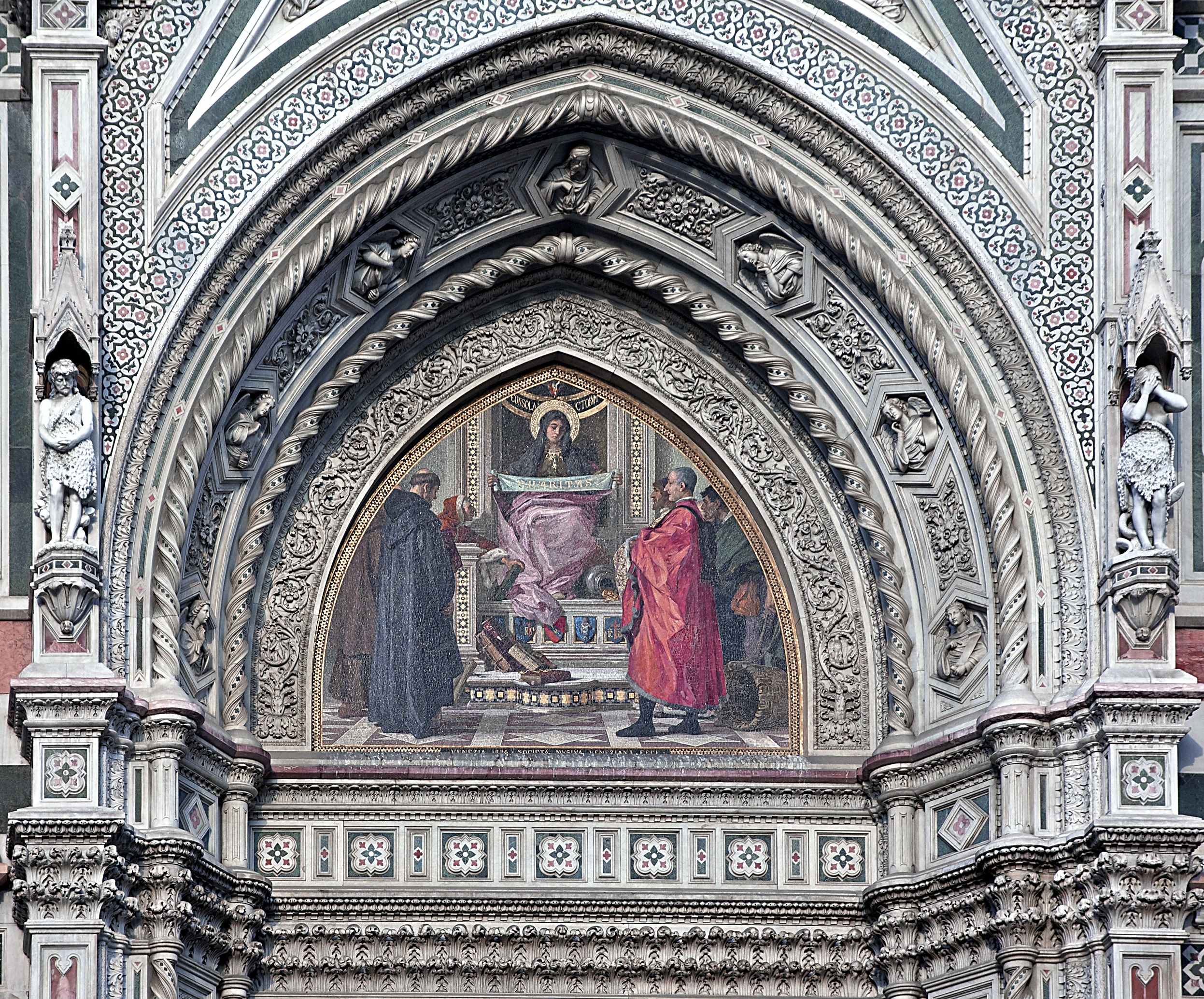
La Carità fra i fondatori delle istituzioni filantropiche fiorentine, mosaico sul portale sinistro del Duomo di Firenze

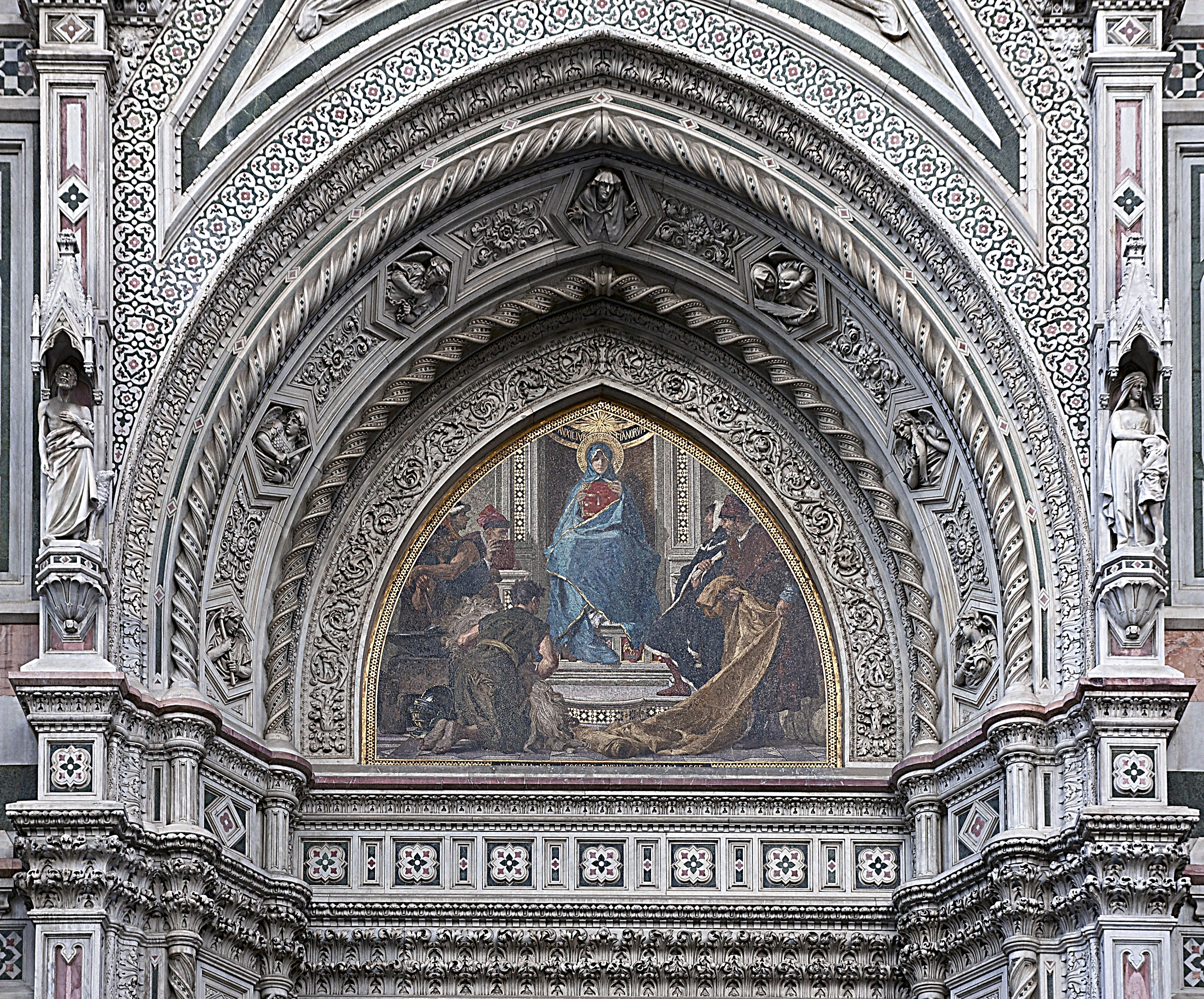
Artigiani, mercanti e umanisti fiorentini rendono omaggio alla Vergine, mosaico sul portale destro del Duomo di Firenze

Nato nel comune di San Pier d'Arena (dal 1926 quartiere della città di Genova col nome di Sampierdarena, ma all'epoca comune indipendente), dopo aver iniziato gli studi a Genova all'Accademia Ligustica di Belle Arti (dove fu compagno di studi di Maurizio Dufour, col quale rimase sempre in rapporto) vinse una borsa di studio per studiare all'Accademia di belle arti di Firenze (1857), presso la quale maturò il suo stile pittorico.
Ricevette numerose commissioni in Italia e all'estero: nelle chiese della riviera ligure (Sampierdarena, Santa Margherita, Sestri Levante, Rapallo, Camogli), in Francia, Spagna, Belgio e Paesi Bassi. Dipinse soprattutto affreschi di grandi dimensioni di soggetto storico, secondo la moda dell'epoca, o religioso.
Tornato a Firenze, partecipò alla decorazione della nuova facciata del duomo di Santa Maria del Fiore, disegnando i cartoni per i mosaici delle lunette dei portali.

### A Genova
Barabino, nonostante si fosse trasferito a Firenze, non dimenticò mai la città natale, per la quale eseguì varie opere.
A lui è dedicata una piazza di Genova-Sampierdarena dove è posto a raffigurarlo un monumento, opera in bronzo dello scultore Augusto Rivalta. Inoltre gli fu dedicata una piazza e il Liceo Artistico Nicolò Barabino, che ha sede a Genova dal 1932.
A Genova-Sampierdarena sono anche altri interventi pittorici di Barabino nelle varie chiese, tra cui San Martino e San Gaetano, nella quale ultima collaborò con Maurizio Dufour (chiesa però ricostruita a seguito dei bombardamenti della seconda guerra mondiale).

## Opere pubbliche
- 1854-1888,  Quasi oliva speciosa in campis (1888), soffitto Battesimo di san Martino (1864), Gonfalone (1854) nella chiesa di chiesa di Santa Maria della Cella a Genova Sampierdarena.
- 1862, affreschi nella chiesa di San Giacomo di Corte a Santa Margherita Ligure.
- 1885-1887, dipinti per i mosaici delle tre lunette della facciata di Santa Maria del Fiore a Firenze.
- 1880-1887, opere fra le quali Colombo a Salamanca, Archimede, Galilei in Arcetri nel palazzo Orsini a Genova.
- 1889-1890, La Munificenza, La Carità, La Pace nel palazzo Tursi (sede del Comune) a Genova.

## Opere conservate nei musei
- 1890, Galleria degli Uffizi a Firenze, Autoritratto
- 1889, Galleria nazionale d'arte moderna e contemporanea  di Roma, bozzetto per l'affresco della Munificenza.
- 1889, Galleria nazionale d'arte moderna e contemporanea  di Roma, bozzetto per l'affresco di Genova Vincitrice.
- 1890, Galleria d'arte moderna (Genova), La morte di Carlo Emanuele I.
- Museo dell'Accademia Ligustica di Genova, Testa di bambina.